# Expositur (Kirche)
Als Expositur (von lateinisch ex ‚aus, heraus‘ und positus ‚gestellt, gelegt‘) wird im katholischen Kirchenwesen ein Seelsorgebezirk ohne eigene Vermögensverwaltung bezeichnet.
Sie wird von einem Priester geleitet, der die Amtsbezeichnung „Pfarrvikar“ trägt und ortsabhängig teilweise auch den Titel Pastor innehat. Der Pfarrvikar ist aber zugleich immer auch Kaplan der Mutterpfarrei. Eine Expositur hat eigene Kirchenbücher, die jedoch als Teilregister der Mutterpfarrei geführt werden. Der Pfarrer der Mutterpfarrei behält seine pfarrlichen Rechte und Pflichten, soll von ihnen jedoch nur in dringenden Notfällen Gebrauch machen; der Pfarrvikar entscheidet daher in der Regel in eigener Verantwortung. Bezüglich der Seelsorge genießt die Expositur daher faktisch den Status einer Pfarrgemeinde. (Can. 516 § 1)
Ähnlich einer Pfarrvikarie ist es das Ziel einer Expositur, zur Pfarrei erhoben zu werden. Voraussetzung hierfür ist eine Stabilität der Ortsgemeinde und des eigenständigen kirchlichen Lebens. In der Praxis ist die Expositur daher einer Pfarrei gleichgestellt, auch wenn sie kirchenrechtlich untergeordnet ist. Eine Expositur hat meist einen eigenen Pfarrgemeinderat.